# Max Faccioni
Max Faccioni is een Belgische stripreeks die begonnen is in 1989 met Gérard Goffaux als schrijver en tekenaar.

## Albums
Alle albums zijn geschreven en getekend door Gérard Goffaux en uitgegeven door Le Lombard.
1. In de greep van het vuur
2. De gevallen engel